# ハリール・バニーアティーエ
ハリール・バニー＝アティーエ（アラビア語: خليل بني عطية、Khalil Bani Atteyeh、Khalil BaniateyahまたはKhalil Bani Attiah、1991年6月8日 - ）は、ヨルダンのプロサッカー選手。ヨルダンリーグのアル・ファイサリー所属のMF。ヨルダン代表。日本語メディアでは、「ハリル・バニアテヤ」あるいは「カリル・バニアテア」などと表記されることがある。

## 来歴

### クラブ
アル・ファイサリー・アンマン所属時はヨルダンリーグ2011/2012シーズンには9得点をあげ得点ランキング6位、翌2012/2013シーズンでは、10得点をあげ得点ランキング5位に入っている。また、AFCカップでは2011,2012,2013の全てで得点をあげている。
2013年5月、ヨルダンのアル・ファイサリー・アンマンから、サウジアラビアのアル・ファイサリー（ハルマ）へ移籍した。

### 代表
2011年3月29日にアラブ首長国連邦・シャルジャで行われた北朝鮮との親善試合でヨルダン代表デビュー。2014 FIFAワールドカップ・アジア4次予選におけるホームでの対日本戦では先制のゴールを決めている。

## 代表歴
- U-19ヨルダン代表
  - AFC U-19選手権2008
- U-22ヨルダン代表
  - AFC U-22アジアカップ2013 (予選)
- U-23ヨルダン代表
- ヨルダン代表
  - 西アジアサッカー選手権2012
  - AFCアジアカップ2015